# Segunda Categoría de Orellana 2020
El Campeonato Provincial de Fútbol de Segunda Categoría de Orellana 2020 fue un torneo de fútbol en Ecuador en el cual compitieron equipos de la Provincia de Orellana. El torneo fue organizado por Asociación de Fútbol Profesional de Orellana (AFPO) y avalado por la Federación Ecuatoriana de Fútbol. El torneo empezó el 13 de septiembre de 2020 y finalizó el 4 de octubre de 2020. Participaron 3 clubes de fútbol y entregó un cupo a los play-offs zonales de ascenso de la Segunda Categoría 2020 por el ascenso a la Serie B. Por efectos de la pandemia de coronavirus en Ecuador el número de equipos participantes se redujo al igual que las fechas de disputa del torneo se modificaron.

## Sistema de campeonato
El sistema determinado por la Asociación de Fútbol Profesional de Orellana fue el siguiente:
- Se jugó una etapa única con los tres equipos establecidos, fue todos contra todos ida y vuelta (6 fechas), al final el equipo que terminó en primer lugar clasificó a los dieciseisavos de final de la Segunda Categoría 2020 y a la primera fase de la Copa Ecuador 2021.

## Equipos participantes
| Equipos participantes                | Equipos participantes | Equipos participantes         |
| ------------------------------------ | --------------------- | ----------------------------- |
|                                      |                       |                               |
| Equipo                               | Ciudad                | Estadio                       |
| Club Deportivo Coca                  | Orellana              | Estadio Federativo de El Coca |
| Club Deportivo Estrellas de Orellana | Orellana              | Estadio Federativo de El Coca |
| Club Profesional Sacha Petrolero     | La Joya de los Sachas | Estadio Julio César Vega      |

## Equipos por cantón
| Cantón                | N.º | Equipos                                  |
| --------------------- | --- | ---------------------------------------- |
| Orellana              | 2   | - Deportivo Coca - Estrellas de Orellana |
| La Joya de los Sachas | 1   | - Sacha Petrolero                        |

## Clasificación
| Pos. | Equipo                | Pts. | PJ | G | E | P | GF | GC | Dif. |  |
| ---- | --------------------- | ---- | -- | - | - | - | -- | -- | ---- |  |
| 1    | Deportivo Coca        | 7    | 4  | 2 | 1 | 1 | 5  | 7  | −2   |  |
| 2    | Estrellas de Orellana | 5    | 4  | 1 | 2 | 1 | 9  | 5  | +4   |  |
| 3    | Sacha Petrolero       | 4    | 4  | 1 | 1 | 2 | 5  | 7  | −2   |  |

 Fuente: FEF
Criterios de clasificación: 1) Puntos; 2) Diferencia de goles; 3) Goles marcados
Notas:
1. ↑  El campeón del torneo 2020 fue el Club Deportivo Coca, sin embargo el club no participó de los torneos organizados por FEF en la temporada 2021. Por tanto el cupo de Orellana en la Copa Ecuador 2021 fue cedido al subcampeón del torneo provincial 2020, el Club Estrellas de Orellana.

|  | Campeón y clasificado a los zonales de Segunda Categoría 2020. |

## Evolución de la clasificación
| Equipo / Jornada      | 01 | 02 | 03 | 04 | 05 | 06 |
| --------------------- | -- | -- | -- | -- | -- | -- |
| Deportivo Coca        | 1  | 1  | 1  | 1  | 1  | 1  |
| Estrellas de Orellana | 2  | 2  | 2  | 3  | 3  | 2  |
| Sacha Petrolero       | 3  | 3  | 3  | 2  | 2  | 3  |

## Resultados

### Primera vuelta
| Deportivo Coca | 0 - 0           | Estrellas de Orellana | Julio César Vega | 13 de septiembre | 11:00           |
| Libre:         | Sacha Petrolero | Sacha Petrolero       | Sacha Petrolero  | Sacha Petrolero  | Sacha Petrolero |

| Deportivo Coca | 2 - 1                 | Sacha Petrolero       | Julio César Vega      | 16 de septiembre      | 15:00                 |
| Libre:         | Estrellas de Orellana | Estrellas de Orellana | Estrellas de Orellana | Estrellas de Orellana | Estrellas de Orellana |

| Sacha Petrolero | 3 - 3          | Estrellas de Orellana | Julio César Vega | 20 de septiembre | 11:00          |
| Libre:          | Deportivo Coca | Deportivo Coca        | Deportivo Coca   | Deportivo Coca   | Deportivo Coca |

### Segunda vuelta
| Estrellas de Orellana | 0 - 1          | Sacha Petrolero | Julio César Vega | 27 de septiembre | 11:00          |
| Libre:                | Deportivo Coca | Deportivo Coca  | Deportivo Coca   | Deportivo Coca   | Deportivo Coca |

| Sacha Petrolero | 0 - 2                 | Deportivo Coca        | Julio César Vega      | 30 de septiembre      | 15:00                 |
| Libre:          | Estrellas de Orellana | Estrellas de Orellana | Estrellas de Orellana | Estrellas de Orellana | Estrellas de Orellana |

| Estrellas de Orellana | 6 - 1           | Deportivo Coca  | Julio César Vega | 4 de octubre    | 11:00           |
| Libre:                | Sacha Petrolero | Sacha Petrolero | Sacha Petrolero  | Sacha Petrolero | Sacha Petrolero |

### Tabla de resultados cruzados
| Local \ Visitante     | COC | EST | PET |
| --------------------- | --- | --- | --- |
| Deportivo Coca        | —   | 0–0 | 2–1 |
| Estrellas de Orellana | 6–1 | —   | 0–1 |
| Sacha Petrolero       | 0–2 | 3–3 | —   |

### Campeón
|                                                                                      |
|                                                                                      |
| Club Deportivo Coca 2.° título Clasifica a los zonales de la Segunda Categoría 2020. |